# Dicarpellum paucisepalum
Dicarpellum paucisepalum là một loài thực vật có hoa trong họ Dây gối. Loài này được Hürl. ex M.P.Simmons mô tả khoa học đầu tiên năm 2004.